# Sundance TV
Sundance TV (anteriormente conhecido como Sundance Channel) é um canal norte-americano de televisão paga de propriedade da AMC Networks, lançado em 1º de fevereiro de 1996. O canal leva o nome do personagem de Robert Redford em Butch Cassidy and the Sundance Kid e, embora seja uma extensão do Sundance Institute, de Redford, o canal é independente do instituto e do Festival Sundance de Cinema.
Originalmente, o canal se dedicava à exibição de documentários, filmes independentes, curtas-metragens, cinema mundial e cobertura dos últimos acontecimentos do Festival de Cinema de Sundance de cada ano. Em 2013, o canal tornou-se totalmente suportado por anúncios.
Em julho de 2015, estava disponível para aproximadamente 60,668 milhões de domicílios com televisão (52,1% de todos os assinantes) nos Estados Unidos.

## História

Logotipo do Sundance Channel de 2008 a 2014.

### Sundance Channel(1996-2014)
Depois que as negociações durante 1994 fracassaram para transformar Robert Redford em um parceiro do Independent Film Channel, Redford lançou o Sundance Channel em fevereiro de 1996 como uma joint-venture entre a Showtime Networks (então uma divisão da Viacom, posteriormente propriedade da CBS Corporation; e posteriormente pela ViacomCBS), PolyGram (agora NBCUniversal) e Redford (que também atuou como diretor de criação da rede).
Em 7 de maio de 2008, a subsidiária Rainbow Media, da Cablevision, proprietária da rede rival IFC, anunciou que havia comprado o Sundance Channel por US$496 milhões. A aquisição do Sundance Channel pela Rainbow Media foi concluída em junho de 2008. Em 1º de julho de 2011, a Rainbow Media foi separada da Cablevision em uma empresa apartada, que foi nomeada como AMC Networks.

### Sundance TV(2014-presente)
Em 1º de fevereiro de 2014, o canal mudou de nome para Sundance TV. No mesmo ano, apresentou a quarta minissérie do canal, The Honorable Woman, a segunda série com roteiro original de propriedade exclusiva do canal, The Red Road; e também Loredana, ESQ; e as segundas temporadas de Rectify, The Writer's Room e The Returned.

## Internacional
Com o tempo, o Sundance TV expandiu a sua distribuição internacional. No Brasil, o canal estreou com exclusividade na operadora Sky no segundo semestre de 2014; e foi substituído pelo Film&Arts em 1º de maio de 2020.